# Siegfried Lenz
Siegfried Lenz, född 17 mars 1926 i Lyck i Masurien, Ostpreussen (i nuvarande Polen), död 7 oktober 2014 i Hamburg, var en tysk författare. 

## Biografi
Under andra världskriget blev Lenz inkallad till flottan. Han deserterade kort före krigsslutet, gick under jorden i Danmark och kom 1945 i brittisk krigsfångenskap.
Efter frigivning studerade Lenz filosofi och litteraturvetenskap i Hamburg. År 1948 började han publicera noveller i tidningar och tidskrifter som var präglade av den amerikanska berättartraditionen. År 1950-51 var Lenz redaktör för tidningen Die Welt. År 1951 skrev han sin första roman Det var hökar i luften. Efter publiceringen av denna levde han som fri författare i Hamburg och på den danska ön Als. Lenz var också medlem i författargruppen Gruppe 47 och engagerade sig, tillsammans med Günter Grass, för förbundskansler Willy Brandts "Ostpolitik". År 1968 kom hans litterära genombrott med romanen Tysktimmen (Deutschstunde). Han blev också internationellt känd för sina noveller, till exempel i samlingen Så öm var Suleyken (So zärtlich war Suleyken). Lenz böcker handlar mest om människor som befinner på defensiven, oftast sorgliga berättelser som leder fram till ett tröstande slut. Huvudpersonerna är enslingar som är väldigt melankoliska men också utstrålar optimism. Berättelserna handlar oftast om förhållandet mellan gammal och ung, dåtid och nutid.
Siegfried Lenz skrev 15 romaner, 13 novellsamlingar, fyra teaterpjäser, tre essäer och en barnbok. Han var en av de främsta tyska författarna både under efterkrigstiden och i nutiden och många av hans verk har blivit prisbelönta och filmatiserade. Sedan 2003 var Lenz gästprofessor på Heinrich-Heine-universitetet i Düsseldorf. Han var en av de 100 författare i världen som fick uppdraget av en norsk branschorganisation att rösta fram världens bästa bok.